# Сейдельман, Сьюзэн
Сьюзэн Сейдельман (англ. Susan Seidelman, род. 11 декабря 1952, Филадельфия, США) — американский режиссёр, известная своими работами в кино и на телевидении, в том числе сериалом «Секс в большом городе».

## Биография
Сьюзэн Сейдельман — одна из самых известных женщин-режиссёров Америки в 1980-х годахШаблон:НетАИ.
Окончила школу в Абингтоне и поступила в Университет Дрексель, в родной Филадельфии, где изучала моду и искусство.
Первый фильм сняла в кинематографической школе при Нью-Йоркском университете, фильм «Smithereens» («Осколки») был оценён по-достоинству на кинофестивалях и получил приз Академии киноискусств в 1994 году (сценарий Рона Нисванера). Затем был снят удачный фильм с Мадонной в главной роли и ещё несколько менее бюджетных фильмов. Огромный успех режиссёру принёс снятый в 1998 году сериал «Секс в большом городе».

## Фильмография
- 1982 — Осколки / Smithereens
- 1985 — Отчаянно ищу Сьюзен / Desperately Seeking Susan
- 1987 — Как создать идеал / Making Mr. Right
- 1989 — Плюшка / Cookie
- 1989 — Дьяволица / She-Devil
- 1993 — Голландский мастер / The Dutch Master (короткометражный)
- 1995 — Босой руководитель / The Barefoot Executive
- 1996 — Эротические истории / Tales of Erotica
- 1998—2004 — Секс в большом городе / Sex and the City (сериал)
- 1999 — Служанка[англ.] / A Cooler Climate
- 2001 — Полдень с Гауди / Gaudi Afternoon
- 2002 — Власть и прелесть / Power and Beauty
- 2004 — Ранчо / The Ranch
- 2005 — Стелла / Stella
- 2005 — Бойнтон-Бич / The Boynton Beach Bereavement Club
- 2011 — Музыкальные стулья / Musical Chairs
- 2013 — Приливы / The Hot Flashes